# Indy Boonen
Indy Boonen (Dilsen, 4 januari 1999) is een Belgische voetballer. Hij is een linksbenige rechtsbuiten en staat onder contract bij KV Oostende.

## Clubcarrière

### Jeugd
Boonen is afkomstig uit de jeugdopleiding van KRC Genk. In 2015 trok hij naar Engeland om er in de jeugdopleiding van Manchester United te gaan spelen. Boonen was er drie jaar actief maar wist niet door te breken in het eerste elftal van de club.

### KV Oostende
In de zomer van 2018 tekende hij een driejarig contract bij KV Oostende. Op 28 juli 2018 maakte Boonen op de openingspeeldag van het seizoen 2018/19 zijn debuut in eerste klasse tegen Royal Excel Moeskroen. Hij mocht in de slotminuten invallen voor Richairo Živković. Op 7 juli 2021 maakte club en speler bekend dat zijn aflopende contract met twee seizoenen wordt verlengd tot de zomer van 2023.
Nadat zijn contract in de zomer van 2023 ten einde liep duurde het tot januari 2024 tot hij een nieuwe ploeg vond. Deze ploeg was het Griekse Panachaiki GE.

## Clubstatistieken
| Seizoen | Club        | Land            | Competitie         | Competitie | Competitie | Beker | Beker | Europees | Europees | Totaal | Totaal |
| Seizoen | Club        | Land            | Competitie         | Wed.       | Dlp.       | Wed.  | Dlp.  | Wed.     | Dlp.     | Wed.   | Dlp.   |
| ------- | ----------- | --------------- | ------------------ | ---------- | ---------- | ----- | ----- | -------- | -------- | ------ | ------ |
| 2018/19 | KV Oostende | Vlag van België | Jupiler Pro League | 24         | 3          | 4     | 1     | —        | —        | 28     | 4      |
| 2019/20 | KV Oostende | Vlag van België | Jupiler Pro League | 12         | 0          | 1     | 0     | —        | —        | 13     | 0      |
| 2020/21 | KV Oostende | Vlag van België | Jupiler Pro League | 16         | 2          | 1     | 0     | —        | —        | 17     | 2      |
| 2021/22 | KV Oostende | Vlag van België | Jupiler Pro League | 2          | 0          | 0     | 0     | —        | —        | 2      | 0      |
| TOTAAL  | TOTAAL      | TOTAAL          | TOTAAL             | 54         | 5          | 6     | 1     | 0        | 0        | 60     | 6      |

## Familie
Zijn vader Jacky Boonen is een gewezen voetballer die onder meer uitkwam voor Lierse SK, KSK Beveren en KSC Lokeren. Zijn jongere broer Seppe Boonen tekende in de zomer van 2021 bij Patro Maasmechelen.